# Данък
Данъкът е принудително, невъзвръщаемо и безвъзмездно (без пряка насрещна облага) плащане, наложено едностранно и по общ ред от държавата.
По същество и определение не се различава от рекет- "рекет (от английски: racket) е вид престъпление, форма на принуда за заплащане на парични суми, осъществявана многократно и редовно. Рекетът е типична дейност за организираната престъпност, обикновено представяна като предоставяне на услуга  от която получателят в действителност няма нужда."
То е елемент на бюджетния приход, който в едно с другите приходи се разпределя за посрещане на обществените потребности. Налага се на определени групи обекти или лица (недвижими имоти, моторни превозни средства, доход и др.) и при липса на доброволно плащане се събира принудително от имуществото на данъчно задължените лица.

## Видове данъци

### Според обекта
- Лични данъци – данъкът се дължи от определена категория от лица. Според Конституцията на РБ от 1991 г. данъците се определят в зависимост от доходите и имуществата на лицата, което означава, че не може да се въвеждат лични данъци
- Имуществени данъци – данъкът се определя в зависимост от имуществото и/или доходите на лицето.

- имуществени – данък върху сградите, данък върху МПС и др.
- подоходни – данък върху общия доход, корпоративен данък (или данък върху печалбата).

От друга страна
- всеобщи – облагат се всички доходи, напр. всички доставки при ДДС;
- специфични – облагат се само някои, напр. енергията, алкохола и тютюна при акцизите.

### Според начина на облагане
- Преки данъци – начисляват се и се приспадат директно от доходите на данъкоплатците;
- Косвени данъци – събират се от крайните потребители като част от цената на стоките и услугите; видове: данък върху добавената стойност (данък върху оборота), мита, акцизи.
  - еднофазен данък – начислява се еднократно, напр. акциз;
  - многофазен данък – всяка сделка/ доставка от производството до крайното потребление се облага, напр. ДДС; в крайна сметка размерът на данъка е колкото при едно облагане (некумулативен) поради системата от данъчни кредити.

### Според начина на определяне
- Прост данък – данъкът е определен като точно фиксирана сума. Данък с твърда ставка е напр. патентния данък.
- Пропорционални данъци – данъкът се определя като част от данъчната основа, биват:

- обикновен пропорционален данък – частта, която се събира като данък е с точно фиксиран размер – напр. т.нар. „плосък данък“ по Закона за корпоративното подоходно облагане е 10%.
- обикновен прогресивен данък – частта, която се събира като данък се променя в зависимост от размера на данъчната основа. Такъв данък до края на 2007 г. в България беше данъкът върху доходите на физическите лица. С увеличаване на дохода, се увеличава и частта от него, която трябва да бъде удържана за данък. Когато ставката намалява, данъкът се нарича регресивен.
- данък с „етажна“ прогресия – той е модернизирана разновидност на обикновения прогресивен данък, направена с оглед по-справедливо данъчно облагане – частта, която се събира също се променя в зависимост от размера на данъчната основа, но се облага не цялата данъчна основа с най-високия размер, а за всеки „етаж“ се прилага съответната прогресивна част – ДОД, ДОДФЛ (до края на 2007 г. в България).

### Според равнището на облагане
В зависимост от това, в чия полза се внасят, данъците биват следните.
- Републикански – в България това са корпоративен данък, данък върху доходите на физическите лица, данък върху дивидентите, данък върху застрахователни и презастрахователни премии, данък върху представителните разходи, данък върху социалните разходи, данък върху разходите за леки автомобили по ЗКПО, мита, акцизи и т.н. Друг е въпросът, че част от ДДФЛ се връща в общините, а част от ДДС е собствен приход на ЕС.
- Местни – данък върху недвижимите имоти, данък върху наследствата, данък върху превозните средства, такса за битови отпадъци, данък за придобиване на имущество по дарение, патентен данък-от 1 януари 2008 г. е към местните данъци (чл. 1, ал. 1, т.6 ЗМДТ)

### По повторяемост
- еднократни
- периодични

### Според механизма на установяване
Данъчната основа може да се определи чрез действия на данъчно задължено лице (напр. подаване на декларация), чрез действия на органите по приходите (напр. ревизия) или чрез двете. По това данъците се делят на
- обложни
- безобложни

В тази връзка под самооблагане се разбират различни неща: 1) практика на самостоятелно определяне на данък от населението в общините по времето на социализма в България; 2) самостоятелно изчисляване и заплащане на данъка.

## Елементи на данъка
Данъкът, като сложна система от отношения, включва редица взаимодействащи си елементи, всеки от които има самостоятелно юридическо и икономическо значение. Елементите на данъчното облагане имат универсално значение, въпреки че структурата на данъците е различна и техният брой е голям. Само при наличието на пълна съвкупност на елементите задължението за палщане на данъка може да се счита за установено. Ако законодателят не е установил или не е определил макар и един от елементите, данъкоплатецът би имал правото да не заплаща данъка или да го заплати при удобен за него начин.
Елементите на данъка са следните.
1. Данъчен кредитор – всяка власт, която има право да облага и която има право да изисква погасяване на обложеното. Тази власт може да бъде първична или делегирана. Първична е властта на държавата, а делегираната е властта на самоуправителните тела. В България данъчен кредитор е единствено държавата.
2. Данъчен обект на облагане – обект или предмет на облагане е всичко онова, към което е насочено данъчното облагане, респективно имущество, качество на физическата личност, определени дейности, реализирани обороти, получаване на наследство, сделки, покупко продажби и др. Следователно, обект на облагане са действия, събития, състояния, които задължават данъкоплатеца да заплати данъка. От обекта следва да се отличава източникът на данъка – доходът или капиталът на данъкоплатеца.
3. Данъчен субект (задължено лице)- Физическото или юридическото лице, което се намира в отношения на собственост, владение, с обекта на данъка. Субект е лицето, което формално или непосредствено е задължено да внесе дължимия данък. Субект на данъка могат да бъдат местни или чужди лица. Икономическите отношения между данъкоплатеца и държавата се определят според принципа на постоянно местопребиваване или доходите се реализират на територията на страната или зад граница. В резултат на това се различават два вида субекти на данъка: резиденти (местни граждани) и нерезиденти (чужди граждани).
4. Данъчен носител (платец) – Лицето, което носи тежестта на данъчното облагане. Именно за сметка на носителя на данъчния платеж данъкът се заплаща в бюджета. Ако данъчният субект и данъчният носител са различни лица, това е доказатеклсвто за т.нар. прехвърляемост на данъка. Тази прехвърляемост е характерна за косвените данъци (ДДС, акцизите).
5. Данъчен мащаб- определен белег или качество на данъчния обект, въз основа на който се конкретизира данъчното задължение на платеца. Той се определя чрез закона и с икономически (стойностни) и физически характеристики. При измерване на дохода или стойността на стоката се използват парични единици или други характеристики. Например, при един от най-старите данъци най-напред за мащаб е служил броят на огнищата (комините), по-късно броят на прозорците, етажите, кубатурата и сега стойността на сградата (имуществото)
6. Данъчна единица – постоянна част от данъчния мащаб, за която се отнася данъчният размер. Например 100 лв. от дохода, 100 лв. от стойността на имуществото, 1 дка стопанисвана земя, 100 лв. от реализирания оборот (добавена стойност), конските сили при моторните превозни средства и др.
7. Данъчна основа – представлява количествено изразяване на предмета на данъчното облагане. Данъчната основа служи за изчисляване на данъчното задължение, тъй като именно към нея се прилага данъчния размер (ставка). Данъчната основа може да бъде изразена като стойностна (парична) величина или в натурални измерители. Тя има особено важно значение, тъй като от точността на данъчната основа зависи и размерът на данъчното задължение (вноската в бюджета). Данъчната основа бележи непрекъснато разширяване, с оглед на обхватността и справедливостта на данъчното облагане. Най-просто казано данъчната основа е сумата към която се прилага данъчния размер.
8. Данъчен размер, данъчна ставка – величината на данъка за една данъчна единица. Обикновено е в процент или абсолютна сума. Данъчният размер „свързва“ данъчната основа и данъчното задължение за определен отчетен (данъчен) период.
9. Данъчно задължение – произведението на данъчната основа по данъчният размер. То представлява сумата, която определеният от закона данъкоплатец е задължен да внесе в приход на бюджета за съответния отчетен (данъчен) период. Следователно, данъчното задължение зависи от данъчната основа и данъчния размер, а те, от своя страна, са променливи и зависят от идивидуалния избор на субекта (индивида).
10. Данъчен кредит – елемент в данъчната област, който не присъства във всички видове данъци. Данъчен кредит е законово дължим и платен данък, който при определени обстоятелства става недължим и подлежи на връщане. Данъчен кредит е най-характерен за ДДС и за акциз. Производителят няма право на данъчен кредит.
11. Данъчен период – обикновено е календарна година. При опрделен вид данък може да бъде и друг срок. При завършване на годината лицата са задължени за внесат дължимия данък. Това е характерно за подоходното облагане. При други видове данъци срокът е по-къс. При акциза е 15 дни. Когато дадена стопанска организация е създадена след началото на календарната година първия ѝ данъчен период е от времето на създаване до края на календарната година. За ден на създаване се смята денят, в който тя е регистрирана. Когато това е след 01.12 данъчният период е следващата година. При преобразуване за данъчен период се смята времето от началото на годината до деня на завършване на преобразуването, респективно ликвидацията.
12. Данъчна преференция – Данъчните преференции (още наричани данъчни привилегии) се предвиждат в законодателството и се предоставят на отделни категории данъкоплатци, включително и като възможност да не се заплаща данък. Те не носят индивидуален характер, а се отнасят до хора с ниски доходи, инвалиди и др. Привилегиите се ползват за намаляване размера на данъчното задължение и за отсрочка или разсрочка на падежа. Подразделят се на:

- преотстъпване на данъка,
- необлагаеми доходи.

## Амортизиране на данъка
Прилага се за прехвърляне на данъка върху недвижими имоти и ценни книжа. Постига се чрез закупуването на тези имоти и ценни книжа по цени по ниски от пазарните. Икономията се инвестира или внася в банката. В резултат на получената лихва се амортизира част от данъка.

## Рентабилност на данъка
Ефективността или още т.нар., рентабилност на данъка е един от принципите на данъчното облагане. Рентабилността се изразява в минимизиране на разходите по събиране на данъка. С колкото по малко разходи се събира един данък толкова по ефективен е той.

## История на данъците
Данъчното облагане е една от най-древните форми на социално-икономическо регулиране, възникнала преди монетната икономика и прилагана в различни цивилизации за финансиране на държавни проекти и услуги. В Древна Месопотамия данъците се плащат в натура, включително чрез стоки като бира, хляб и метли, като съществуват и случаи на заобикаляне на данъчните задължения. В Древен Египет, още от около 3000 г. пр.н.е., се развива организирана данъчна система, използваща устройства като нилометъра, който изчислявал нивото на водата на Нил по време на годишното наводнение и така определял на размера на данъка. В Маурийската империя на Индия се въвежда данъчна амнистия като награда за граждани, предлагали полезни идеи за управлението. Римската империя при Веспасиан въвежда данък върху урината, ценен източник на амоняк, използван в кожарството и селското стопанство. Ацтеките развиват сложна и добре документирана система за събиране на данъци в натура, включваща разнообразни стоки и поддържана от централизиран административен апарат.